# Paralemnalia thyrsoides
Paralemnalia thyrsoides is een zachte koraalsoort uit de familie Nephtheidae. De koraalsoort komt uit het geslacht Paralemnalia. Paralemnalia thyrsoides werd in 1834 voor het eerst wetenschappelijk beschreven door Ehrenberg. 